# Matthew Cornwell
Pour les articles homonymes, voir Cornwell.
Matthew Cornwell est un acteur, producteur et monteur américain né en 1988 à Palm Beach Gardens en Floride.

## Filmographie

### Acteur

#### Cinéma
- 2004 : Bobby Jones, naissance d'une légende : Chum
- 2004 : Stragglers : le randonneur
- 2004 : Jack O'Lantern : le mec dans le camion
- 2004 : Chosen : l'ami de l'enfer
- 2005 : Lucky Man Sunshine : un russe
- 2006 : Return of the Jackalope : le directeur du cinéma
- 2006 : Estranged : Peter
- 2007 : Blood Ties : l'agent d'entretien
- 2008 : Grapes on a Vine : Ned
- 2009 : The Marc Pease Experience : Rick Berger
- 2009 : Lynch Mob : Ray le boxeur
- 2011 : Échange standard : Parks Foreman
- 2012 : Carl : Carl
- 2013 : Les Miller, une famille en herbe : Dan Johnson
- 2013 : Amis pour la vie : Stu
- 2013 : Légendes vivantes : le directeur du GNN
- 2015 : The List : le petit-ami du policier
- 2015 : Vive les vacances : l'invité
- 2015 : 90 Minutes au paradis : EMT
- 2016 : Dirty Papy : le père au réveil
- 2017 : Sleepless : John
- 2017 : Fast and Furious 8 : le tech du super jet
- 2017 : Naked : le concierge du Mills
- 2017 : No Postage Necessary : Larry
- 2018 : Criminal Squad : le directeur de la banque
- 2018 : Venom : le directeur de l'Ops
- 2021 : The Tomorrow War : Frank
- 2022 : Le Menu : Dale le garde-côte

#### Télévision
- 2008 : American Wives : le sergent en Irak (1 épisode)
- 2009 : Meet the Browns : Officier Lucy (2 épisodes)
- 2010 : Drop Dead Diva : l'avocat Hubbard (1 épisode)
- 2010 : The Gates : Eddie Barnes (2 épisodes)
- 2010-2015 : Avengers Rassemblement : Thor (15 épisodes)
- 2011 : Single Ladies : l'électricien (1 épisode)
- 2011 : Reed Between the Lines : Peter (2 épisodes)
- 2011 : Homeland : l'officier du FPS (1 épisode)
- 2011-2016 : Becky and Barry : Barry Thompson, Martin Samuels et autres personnages (34 épisodes)
- 2012 : Nashville : Mitch et l'homme mystère (2 épisodes)
- 2013 : Une voix en or : un patient
- 2013 : Under the Dome : un client (1 épisode)
- 2013 : The Think Tank : Don Pinkerton (4 épisodes)
- 2014 : Resurrection : Stanley (1 épisode)
- 2014 : Satisfaction : Trent (1 épisode)
- 2015 : Quantico : l'épicier (1 épisode)
- 2016 : Rectify : Jeff (1 épisode)
- 2017 : Underground : le procureur (1 épisode)
- 2017 : Shots Fired : Reed Wyatt (2 épisodes)
- 2017 : Halt and Catch Fire : Shep (2 épisodes)
- 2017 : Superstition : Tagert (1 épisode)
- 2018 : The Gifted (1 épisode)
- 2019 : Dolly Parton's Heartstrings : Principal Harold (1 épisode)
- 2020 : The Outsider : l'otage (1 épisode)
- 2020 : Lovecraft Country : l'homme d'affaires (1 épisode)
- 2021 : Saints & Sinners : Matthew (1 épisode)
- 2021 : The Walking Dead : Evans (2 épisodes)
- 2022 : Roger, Espionager : Roger

### Producteur
- 2010-2011 : Avengers Rassemblement : 11 épisodes
- 2011-2016 : Beck and Barry : 36 épisodes
- 2022 : Roger, Espionager

### Monteur
- 2004 : Now I Just Run
- 2010-2011 : Avengers Rassemblement : 10 épisodes
- 2011-2013 : Becky and Barry : 25 épisodes
- 2020-2022 : Susan's Senior Moments : 3 épisodes
- 2022 : Roger, Espionager